# Säffle
Säffle ist eine Stadt in der schwedischen Provinz Värmlands län und der historischen Provinz Värmland.
Dem Hauptort der gleichnamigen Gemeinde wurden 1951 die Stadtrechte verliehen. Damit war Säffle der letzte Ort in Schweden, dem die Stadtrechte verliehen wurden, bevor mit der Kommunalreform von 1971 an Stelle der früheren Stadt- und Landgemeinden eine einheitliche Gemeindeform geschaffen wurde. Säffle liegt an den Europastraßen 45 und 18.

## Geschichte
Tempelgraven bei Säffle ist Värmlands größte neolithische Steinkiste.
Säffle liegt am Byälven, einem Zufluss des Sees Vänern. Bei archäologischen Ausgrabungen im Stadtgebiet fand man eine Siedlung aus der Eisenzeit. Der eigentliche Entwicklungsschub erfolgte aber erst 1837 nach dem Ausbau des Flüsschens zum Kanal. Der Ort erhielt 1879 einen Bahnhof an der Vänerbanan und erlangte 1882 den Status einer Minderstadt (köping). Zu dieser Zeit hatte Säffle etwa 700 Einwohner.
In Säffle besteht ein Wikingermuseum (Värmlands Vikingscenter) sowie das Musiktheater Säffleoperan.

## Galerie

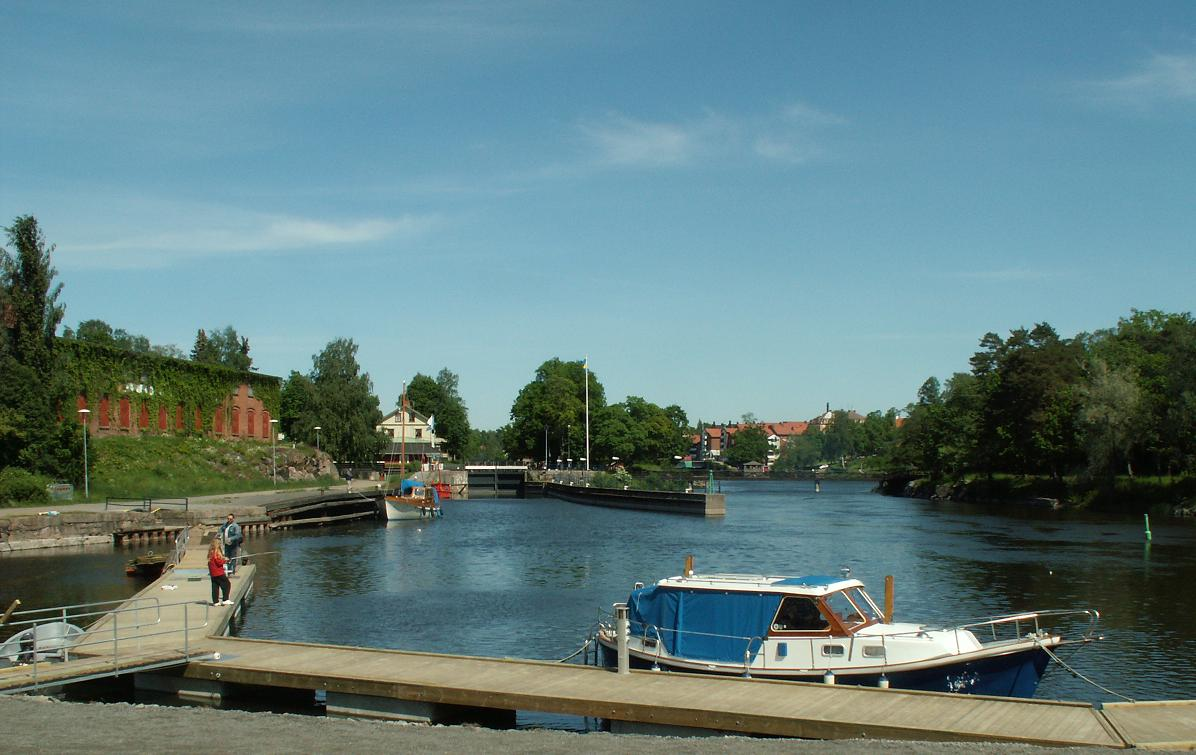
Blick von Süden zum Schleusentor (2007)
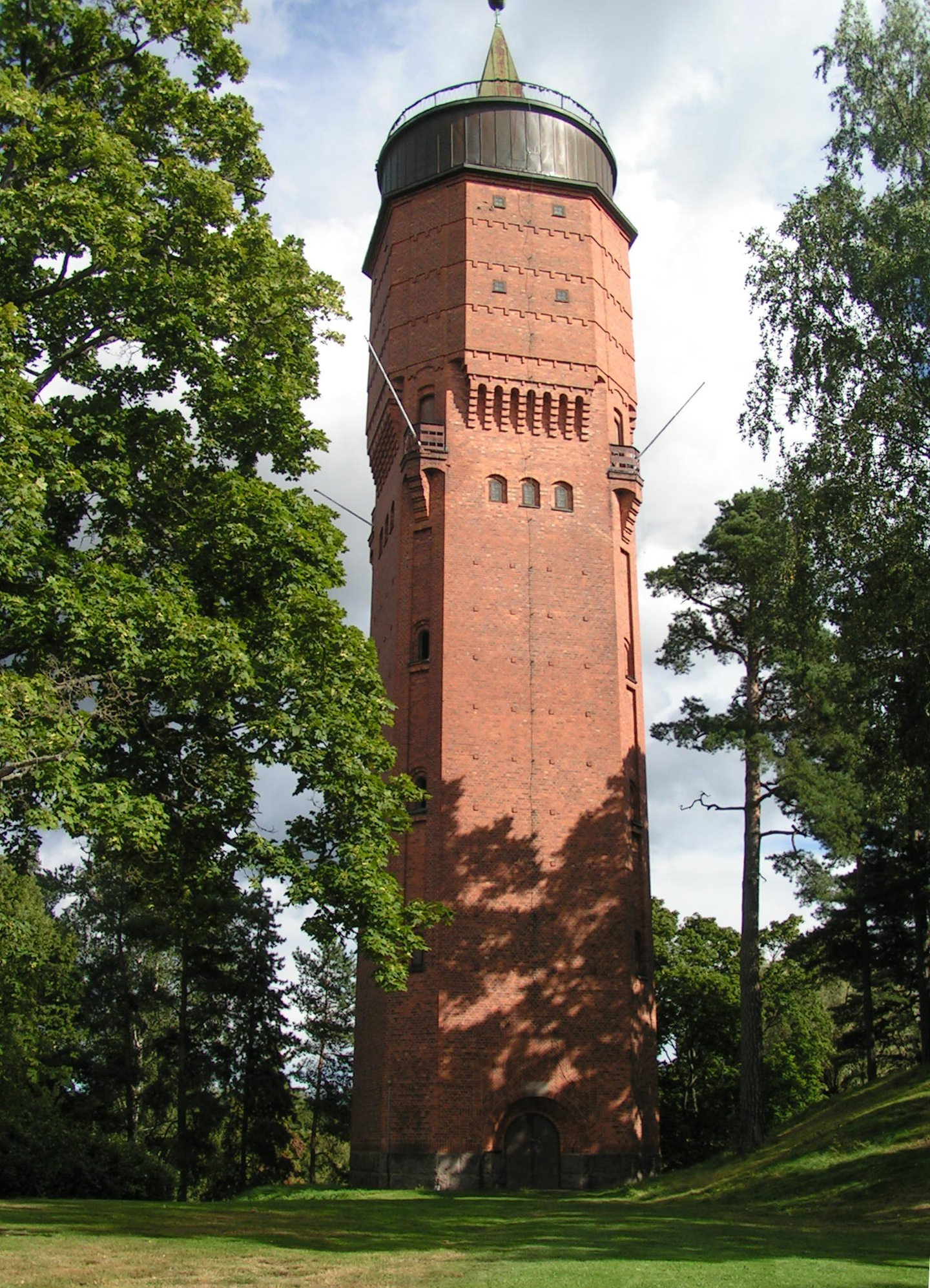
Aus Ziegeln gebauter Wasserturm (2007)

## Söhne und Töchter der Stadt
- Olof Sager-Nelson (1868–1896), Maler
- Karin Björquist (1927–2018), Keramikerin und Designerin
- Arne Nyberg (1913–1970), Fußballstürmer
- Torsten Lindqvist (1925–2002), Fünfkämpfer
- Karin Falck (* 1932), Moderatorin, Fernsehproduzentin und Regisseurin
- Sven-Erik Magnusson (1942–2017), Sänger und Frontfigur der Tanzmusik-Formation Sven-Ingvars
- Tina Thörner (* 1966), Rallye-Navigatorin
- Michael Stevenson (* 1984), Radrennfahrer

außerdem:
- Draconian, Death-Doom-Metal-Band aus Säffle